# Agua (película de 2005)
Agua (en hindi: वाटर) es una película del año 2005, nominada a un premio Oscar, escrita y dirigida por la directora Dīpa Mehta (1950-). La película está ambientada en el año 1938 y explora la vida de las viudas en un ásram de Benarés (India). Constituye la tercera parte de una trilogía de la directora, precedida de Fuego (1996) y Tierra (1998).
Su nombre en hindí, vāṭar, es la transcripción fonética de cómo se pronuncia la palabra water, ‘agua’ en inglés. En hindi, agua se dice pānī.
Se estrenó en el Festival Internacional de Cine de Toronto el 8 de septiembre de 2005, donde fue honrada con la Noche de Gala de apertura, y fue estrenada en Canadá en noviembre de 2005. El estreno en la India tuvo lugar el 9 de marzo de 2007.
Las estrellas de cine Seema Biswas, Lisa Ray, John Abraham y Sarala Kariyawasam son las protagonistas fundamentales de la película, en tanto que Kulbhushan Kharbanda, Waheeda Rehman, Raghuvir Yadav y Vinay Pathak interpretan papeles secundarios. La música utilizada en la película fue compuesta por A. R. Rahman, con letra de Sukhwinder Singh. La cinematografía fue realizada por Giles Nuttgens, quien trabajó con la directora Dīpa Mehta en varias de sus películas.

## Sinopsis
Agua transcurre en el año 1938, cuando la India todavía estaba bajo el dominio del Raj británico (Imperio británico indio).
Durante ese período, todavía se mantenían las tradiciones hinduistas, como el matrimonio de chicas con hombres más mayores. Cuando el hombre moría, su joven viuda se veía obligada a pasar el resto de su vida en una institución para las viudas llamada ásram, a fin de purgar los pecados de su vida anterior que, supuestamente, fueron la causa de la muerte de su marido.
Chuyia (Sarala Kariyawasam) es una chica que acaba de perder a su marido. Es enviada a un ashram para viudas hindúes para pasar el resto de su vida en la renuncia. Son catorce las mujeres que viven en la casa, un edificio pequeño, de dos pisos, construido alrededor de un patio central y que se encuentra en mal estado. Las mujeres son enviadas aquí para expiar el mal karma, así como para aliviar a sus familias de la carga económica que suponen. El ashram es gobernado por Madhumati (Manorama), una dama gorda y pomposa. Su único amigo es el proxeneta Gulabi (Raghuvir Yadav), un enérgico eunuco travestido, que guarda los suministros y trae los chismes.
Los dos, Gulabi y Madhumati, ayudan a Kalyani (Lisa Ray) a prostituirse. Kalyani es ahora la segunda más joven de las viudas. Kalyani se vio obligada a ejercer la prostitución desde siempre para apoyar el ashram. Es valorada por su belleza y es la única viuda con el cabello largo.
Shakuntala (Seema Biswas) es quizás la más enigmática de las viudas. Es respetada, pero es brusca e introvertida, de tez oscura y ojos marrones. Es una de las pocas viudas que saben leer. Exuda tanta ira que incluso Madhumati la deja sola. Tranquila y reservada, Shakuntala está atrapada entre su odio de viuda y su temor a no ser una sincera y devota viuda. Shakuntala es una hindú muy devota que busca el consejo de Sadananda (Kulbhushan Kharbanda), el futuro sacerdote que recita las Escrituras a la multitud de peregrinos que se dirigen hacia Ciudad Santa. Es él quien hace a Shakuntala consciente de su situación y le da la aportación intelectual que necesita para separar su verdadera fe de la hipocresía y la superstición que hacen que ella y las demás viudas vivan su vida en la miseria.
Chuyia está convencida de que su estancia es temporal y que su madre volverá a buscarla. Por ello, la mayoría de las otras viudas tolera en parte el comportamiento poco convencional de la chica, quien por otra parte se adaptará rápidamente a su nueva vida.
Un día, con Chuyia como mediadora, Kalyani se reúne con Narayan (John Abraham), un joven encantador y de clase alta seguidor de Mahatma Gandhi y de sus enseñanzas. Tras la reunión, Kalyani siente que hay una atracción inmediata, pero las restricciones impuestas en el trato con las viudas hace difícil mantener cualquier tipo de relación. Narayan, en deferencia a la tradición, desaparece, ya que es un pecado hablar con las viudas.
Kalyani se ha enamorado del joven y comienza a negarse ante las pretensiones de Madhumati y sus "clientes". Mientras tanto, Narayan reflexiona sobre cómo puede reunirse con Kalyani y utiliza a Chuyia como mensajera. Durante un paseo en calesa por la zona británica de la ciudad declara su intención de alejarse de Calcuta y llevarse a la joven con él. Kalyani vuelve a la casa de las viudas y susurra sus planes secretos de boda a Chuyia, que está muy emocionada ante la perspectiva de una ceremonia donde podrá comer muchos dulces y alimentos prohibidos.
Una de las muchas tareas de Chuyia es masajear las gordas piernas de Madhumati. Sin poder reprimir el secreto del inminente matrimonio y de los dulces que va a comer, revela los planes de la pareja a Madhumati.
En consecuencia, todos los diablos sueltos irrumpen en la casa de las viudas hindúes. De repente Kalyani se da cuenta de las consecuencias: no sólo ha perdido la fuente de ingresos de Madhumati, sino que también ha ganado la desgracia de la viuda que inicia un nuevo matrimonio por lo cual se la castiga a renacer como un chacal. Madhumati mantiene amenazada a Kalyani en una casucha aislada. Shakuntala, a pesar de las protestas de las demás viudas, abre la puerta de la habitación de Kalyani. Se trata de un tranquilo acto de rebelión que deja a todas sin palabras.
Kalyani se encuentra libre paseando fuera de la casa, se baña en el Ghats, y da pequeños paseos por el templo abandonado donde Narayan la espera. Narayan le pregunta en un susurro si se casará con él. Narayan y Kalyani utilizan transbordadores a través del agua para llegar a la casa de sus padres pero, al llegar al hogar de su padre, Kalyani empieza a reconocer las puertas del pórtico y pide por Narayan el nombre completo de su padre. Él responde, pero se sorprende cuando Kalyani exige que el barco gire alrededor, incapaz de expresar los motivos de su cambio de opinión.
El padre revela a Narayan que fue él quien había utilizado a Kalyani como prostituta. Profundamente decepcionado, Narayan deja la casa de su padre para unirse a Mahatma Gandhi (interpretado por el actor Mohan Jhangiani, aunque es Zul Vilani quien le pone voz), pero antes acude al asram para llevarse a Kalýani con él. Es tarde y Kalyani, muerta de dolor, se ha quitado la vida en el río.
Madhumati envía a Chuyia afuera con Gulabi, como la nueva prostituta para el padre de Narayan. Shakuntala descubre el caso e intenta evitarlo pero sólo llega a tiempo de ver el regreso de Chuyia. Pasa la noche con ella, sentada en la orilla y paseando a la chica traumatizada por la ciudad, oye que Gandhi está en la estación de tren, dispuesto a abandonar la ciudad. Intuitivamente sigue a la multitud para recibir su bendición antes de su partida. A medida que el tren comienza su salida, en un acto de desesperación, Shakuntala corre a lo largo del tren, pidiendo a la gente que se lleve a Chuyia con ellos, y la pongan bajo el cuidado de Gandhi. Ella le hace señas a Narayan y en un último esfuerzo le da a Chuyia. El tren sale, prometiendo a Chuyia un futuro más brillante bajo su nuevo nombre, Neha.

## Reparto
| Actriz/Actor                 | Personaje                   |
| ---------------------------- | --------------------------- |
| Seema Biswas (1965-)         | Shakuntala                  |
| Lisa Ray (1972-)             | Kalyani                     |
| John Abraham (1972-)         | Narayan                     |
| Sarala Kariyawasam           | Chuyia                      |
| Manorama                     | Madhumati                   |
| Buddhi Wickrama              | Madhumat                    |
| Rinsly Weerarathne           | Esposo de Chuyia            |
| Iranganie Serasinghe         | Suegra                      |
| Hermantha Gamage             | Barbera                     |
| Ronica Sajnani               | Kunti                       |
| Rishma Malik                 | Snehalata                   |
| Meera Biswas                 | Gyanvati                    |
| Vidula Javalgekar            | Patiraji como Tía           |
| Sanoja Bibile                | Mujer Bañista               |
| Dolly Ahluwalia              | Mujer con malestar          |
| Waheeda Rehman (1936-)       | Bhagavati, madre de Narayan |
| Daya Alwis                   | Saduram                     |
| Raghuvir Yadav               | Gulabi                      |
| Vinay Pathak                 | Rabindra                    |
| Kulbhushan Kharbanda (1944-) | Sadananda                   |
| Delon Weerasinghe            | Sacerdote                   |
| Seema                        | Bahu-Rani                   |
| Francisca Mudannayake        | Niña Pequeña                |
| Mulchand Dedhia              | Vendedor                    |
| Isuru Navodya                | Patiraji Joven              |
| Niroshan Wijesinghe          | Novio de Patiraji           |
| Gerson Da Cunha              | Seth Dwarkanath             |
| Vasant Nath                  | Joven Seguidor de Gandhi    |
| Mohan Jhangiani              | Mahatma Gandhi              |
| Zul Vilani                   | Mahatma Gandhi (Voz).       |
| Kumari Dissanayake           | Viuda                       |
| S. Thevanamma                | Viuda                       |
| Seelawathie Silva            | Viuda                       |
| Siththi Ummah                | Viuda                       |
| Fowzie Inaya                 | Viuda                       |
| Mala Meenachchi              | Viuda                       |
| A.A. Premawathie             | Viuda                       |
| Nazeema Farlya               | Viuda                       |
| T. Mageswari                 | Viuda                       |
| H. Pathiranage               | Viuda                       |
| S. Pooneswary                | Viuda                       |
| S. Parameshawari             | Viuda                       |
| S. Santhanam Mary            | Viuda                       |
| S. Rajeshwari                | Viuda                       |

## Estreno

### Oficiales
| País           | Fecha                    |
| -------------- | ------------------------ |
| Canadá         | 4 de noviembre de 2005   |
| Estados Unidos | 28 de abril de 2006      |
| Francia        | 6 de septiembre de 2006  |
| Alemania       | 7 de septiembre de 2006  |
| Portugal       | 14 de septiembre de 2006 |
| Italia         | 22 de septiembre de 2006 |
| Bélgica        | 22 de noviembre de 2006  |
| Singapur       | 21 de diciembre de 2006  |
| India          | 9 de marzo de 2007       |
| México         | 1 de junio de 2007       |
| Reino Unido    | 1 de junio de 2007       |
| Eslovenia      | 4 de octubre de 2007     |

- El estreno de la película en Benarés se detuvo, debido a las amenazas y las manifestaciones orquestadas por grupos fundamentalistas hindúes y el apoyo de la dirección del gobierno del estado de Uttar Pradesh.

### Festivales
| País           | Fecha                   |
| -------------- | ----------------------- |
| Canadá         | 8 de septiembre de 2005 |
| Estados Unidos | 2 de octubre de 2005    |
| España         | 23 de octubre de 2005   |
| Tailandia      | 22 de febrero de 2006   |
| Finlandia      | 26 de febrero de 2006   |
| Italia         | 24 de junio de 2006     |
| México         | 4 de agosto de 2006     |
| Marruecos      | 2 de diciembre de 2006  |
| Grecia         | 22 de febrero de 2007   |
| Reino Unido    | 10 de marzo de 2007     |
| Suecia         | 18 de agosto de 2007    |
| Hong Kong      | 1 de octubre de 2007    |
| Argentina      | 2 de octubre de 2007    |

## Trivia
- George Lucas sacó una página completa de anuncios en "Variedades" de Dīpa Mehta, en apoyo a su lucha por hacer esta película, y ello a pesar de que las autoridades indias habían dejado claras sus intenciones de cerrar la producción.
- Para el papel de Chuyia, acudieron a la audición de Mehta cincuenta niñas.
- Famosos actores indios, como Shabana Azmi y Nandita Das, fueron las primeras opciones para los papeles de Shakuntala y Kalyani, e incluso realizaron algunas escenas de esta película. Sin embargo, la filmación se suprimió debido a los ataques de religiosos fundamentalistas hinduistas.
- Aunque Lisa Ray habla hindi, no es su lengua materna. Hubo de trabajar en una dicción perfecta para el cuadro de diálogo.
- "Sarala" realizó la audición en Sri Lanka y no hablaba ni una palabra de hindi o de inglés. Trabajó duro en la secuencia de comandos para memorizar las líneas de un idioma muy nuevo para ella.
- Dīpa Mehta vio a la madre de John Abraham en la película Jism (2003) y le gustó tanto que Dipa pidió que se la considerara para un papel en esta película.
- La película recibió una nominación al Oscar por "Mejor Película de habla no inglesa del Año" por Canadá.

## Controversia
Mehta tenía la intención de dirigir Agua en febrero de 2000, con los actores Shabana Azmi, Nandita Das y Akshay Kumar. Su anterior película, Fuego, ya había atraído la hostilidad de los políticos conservadores indios, quienes se habían opuesto a ella y a la imagen que daba de los hogares conservadores. Algunos manifestantes organizaron protestas y ataques a los cines que seleccionaron esa película. El día antes de la filmación de Agua, los trabajadores fueron informados de complicaciones para grabar. Al día siguiente, se enteraron de que había 2.000 manifestantes que habían irrumpido en el Ghats, destruyendo y quemando el principal set de filmación y habían arrojado los restos en el Ganges en protesta de lo que finalmente resultaron ser falsas acusaciones respecto al tema de la película.
Las tensiones y reveses económicos dieron lugar a varios años de lucha, como el que Mehta fuera obligada a filmar la película en Sri Lanka y no en India. Finalmente, Mehta fue capaz de hacer la película, pero con un nuevo elenco y bajo un falso título (Moon river, ‘el río de la luna’) en 2003. Su lucha por hacer la película fue detallada por la hija de Mehta, Devyani Saltzman, en un libro de no ficción que relata detalles sobre el rodaje de Agua.

## Música
La música de la película fue compuesta por A. R. Rahman y Mychael Danna. Las canciones fueron compuestas por A. R. Rahman, mientras que el fondo de la partitura fue compuesto por Mychael Danna. A. R. Rahman ha valorado esto como su único álbum al que le daría un 10/10. El álbum tiene 20 canciones en total, 15 piezas instrumentales de Mychael Danna y 5 canciones en hindi compuestas por A. R. Rahman, con letra de Sukhwinder Singh. La banda sonora fue lanzada por la etiqueta internacional Varese Sarabande. Agua es distribuida en la India por parte de Sony BMG.

### Pistas
1. House Of Widows - 5:19
2. Chuyia Explores - 1:42
3. Where Is She? - 0:58
4. Aayo Re Sakhi** - 5:16
5. Kaalu - 2:28
6. Can't Go Home - 1:11
7. Piya Ho** - 6:02
8. Ladoo Dreams - 1:11
9. Funeral - 0:59
10. Carriage - 2:06
11. Fatty - 0:52
12. Naina Neer Bahai** - 4:58
13. Kalyani Leaves - 2:21
14. Shyam Rang Bhar Do** - 5:10
15. Turn The Boat Around - 1:33
16. Walk Into River - 2:55
17. Chuyia Is Gone - 2:35
18. Vaishnava** - 3:03
19. Train - 3:28
20. Across The River - 5:35
- ** Canciones de A. R. Rahman
- ** Letra de Sukhwinder Singh

## Localizaciones
- Provincia Central, Sri Lanka
- Colombo, Sri Lanka
- Sri Lanka

## Premios

### Premios de la Academia
| Año  | Resultado | Premio | Categoría/Destinatario(s)                 |
| ---- | --------- | ------ | ----------------------------------------- |
| 2007 | Nominada  | Oscar  | Mejor Película de Habla No Inglesa Canadá |

### Festival de Bangkok
| Año  | Resultado | Premio                 | Categoría/Destinatario(s) |
| ---- | --------- | ---------------------- | ------------------------- |
| 2006 | Ganadora  | Premio Kinnaree de Oro | Mejor Película Dīpa Mehta |

### Asociación de Críticos de Cine
| Año  | Resultado | Premio                       | Categoría/Destinatario(s)          |
| ---- | --------- | ---------------------------- | ---------------------------------- |
| 2007 | Nominada  | Adjudicación de los Críticos | Mejor Película de Habla No Inglesa |

### Premios Chlotrudis
| Año  | Resultado | Premio            | Categoría/Destinatario(s)                      |
| ---- | --------- | ----------------- | ---------------------------------------------- |
| 2007 | Nominados | Premio Chlotrudis | Mejor Directora Dīpa Mehta Mejor Diseño Visual |

### Premios Genio
| Año  | Resultado | Premio | Categoría/Destinatario(s)                                                                            |
| ---- | --------- | ------ | --- |
| 2006 | Ganadores | Genio  | Mejor Fotografía Giles Nuttgens Mejor Música Mychael Danna                                           |
| 2006 | Ganadora  | Genio  | Mejor Desempeño de Actriz en Rol Principal Seema Biswas                                              |
| 2006 | Nominados | Genio  | Mejor Dirección de Arte Dilip Mehta Mejor Edición Colin Monie Mejor Cine David Hamilton              |
| 2006 | Nominadas | Genio  | Mejor Diseño de Vestuario Dolly Ahluwalia Mejor Directora Dīpa Mehta Mejor Guion Original Dīpa Mehta |

### Junta Nacional de Revisión
| Año  | Resultado | Premio                       | Categoría/Destinatario(s) |
| ---- | --------- | ---------------------------- | ------------------------- |
| 2006 | Ganadora  | Premio Libertad de Expresión |                           |

### Premios Satélite
| Año  | Resultado | Premio          | Categoría/Destinatario(s)           |
| ---- | --------- | --------------- | ----------------------------------- |
| 2006 | Nominada  | Premio Satélite | Mejor Cine, Habla No Inglesa Canadá |

### Festival de Valladolid
| Año  | Resultado | Premio                    | Categoría/Destinatario(s) |
| ---- | --------- | ------------------------- | ------------------------- |
| 2005 | Ganadora  | Premio del Jurado Juvenil | Competición Dīpa Mehta    |
| 2005 | Nominada  | Espiga de Oro             | Dīpa Mehta                |

### Círculo de Críticos de Vancouver
| Año  | Resultado | Premio      | Categoría/Destinatario(s)                                                                    |
| ---- | --------- | ----------- | -------------------------------------------------------------------------------------------- |
| 2006 | Ganadoras | Premio VFCC | Mejor Actriz - Película Canadiense Lisa Ray Mejor Directora - Película Canadiense Dīpa Mehta |

### Premio Artista Joven
| Año  | Resultado | Premio               | Categoría/Destinatario(s)                                                                                                   |
| ---- | --------- | -------------------- | --- |
| 2007 | Ganadora  | Premio Artista Joven | Mejor Película Internacional Familiar Mejor Desempeño en una Película Internacional - Líder Actriz Joven Sarala Kariyawasam |